# Hieronymus Christoph Nopp

Hieronymus Christoph Nopp

Hieronymus Christoph Nopp (* 13. Mai 1832 in Philippsburg; † 9. Dezember 1893 in Philippsburg) war für 16 Jahre (1877–1893) ein Landtagsabgeordneter (Katholische Volkspartei) und 22 Jahre lang (1871–1893) bis zu seinem Tod als Bürgermeister in Philippsburg  tätig. Er verfasste die Stadtgeschichte von Philippsburg. Beruflich war er ein Kaufmann und privat betätigte er sich als Dichter und Lyriker.

## Familie
Hieronymus Christoph war das zweite von vier Kindern des Handelsmannes Joseph Maria Nopp und der Magdalena Maria Hildenstab. Am 12. Juni 1856 heiratet er in Philippsburg die Katharina Klein aus Hambach an der Weinstraße (* 25. März 1834; † 20. April 1897), eine Tochter des Lehrers Franz Klein und der Katharina geb. Julier, * in Mittelhambach.
Aus dieser Verbindung gingen fünf Kinder hervor:
1. Eugen Christoph (* 9. März 1857 in Philippsburg; † 30. Juni 1937 in Philippsburg), Kaufmann, Ratschreiber, Sparkassenverwalter in Philippsburg
2. Maria Katharina (* 11. Februar 1862 in Philippsburg; † 29. November 1933 in Philippsburg); sie heiratet 1884 den Landgerichtsdirektor Julius Ignaz Breitner
3. Franz Joseph Maria (* 11. Mai 1864 in Philippsburg; † 25. September 1864 in Philippsburg)
4. Augustin Hieronymus Franziskus (* 31. Dezember 1869 in Philippsburg; † 14. Juli 1915 in Philippsburg)[3], Erzbischöflicher Hofkaplan in Freiburg
5. Paul Joseph Maria (* 21. April 1878 in Philippsburg; † um 1911 in Buchheim (bei Freiburg)), Dr. med.

Unter seinen Ahnen  bzw. auch Onkels waren auch schon Stadträte, Ratschreiber und Bürgermeister allesamt in Philippsburg tätig.
Eine Verwandtschaft mit dem in Franken und Sachsen tätigen gleichnamigen Reformator Hieronymus Nopp (1495–1551) ist nicht nachgewiesen.

## Werke
Sein bekanntestes Werk über die 1222-jährige Ortsgeschichte Philippsburg verfasste er nach 20-jähriger Recherche:
- Stadtgeschichte Philippsburg: Geschichte der Stadt und ehemaligen Reichsfestung Philippsburg von ihrem Entstehen aus der Burg und dem Dorfe Udenheim bis zum Anfalle derselben an Baden. Speyer 1881.[4]

„Kein Universitätsprofessor und Lehrer der Geschichte hätte sie besser schreiben können. Sie ist mit des Verfassers Herzblut geschrieben; denn er liebte das einsame Städtchen von ganzen Herzen.“

## Posthume Ehrungen
- Hieronymus-Nopp-Schule Philippsburg[8]
- Hieronymus-Nopp-Straße in Philippsburg